# Робочий Уголок
Робо́чий Уголо́к (рос. Рабочий Уголок) — селище у складі Нижньоломовського району Пензенської області, Росія.
Населення — 1 особа (2010; 14 у 2002).
Національний склад станом на 2002 рік:
- росіяни — 100 %